# Bahnhofstraße 9 (Quedlinburg)

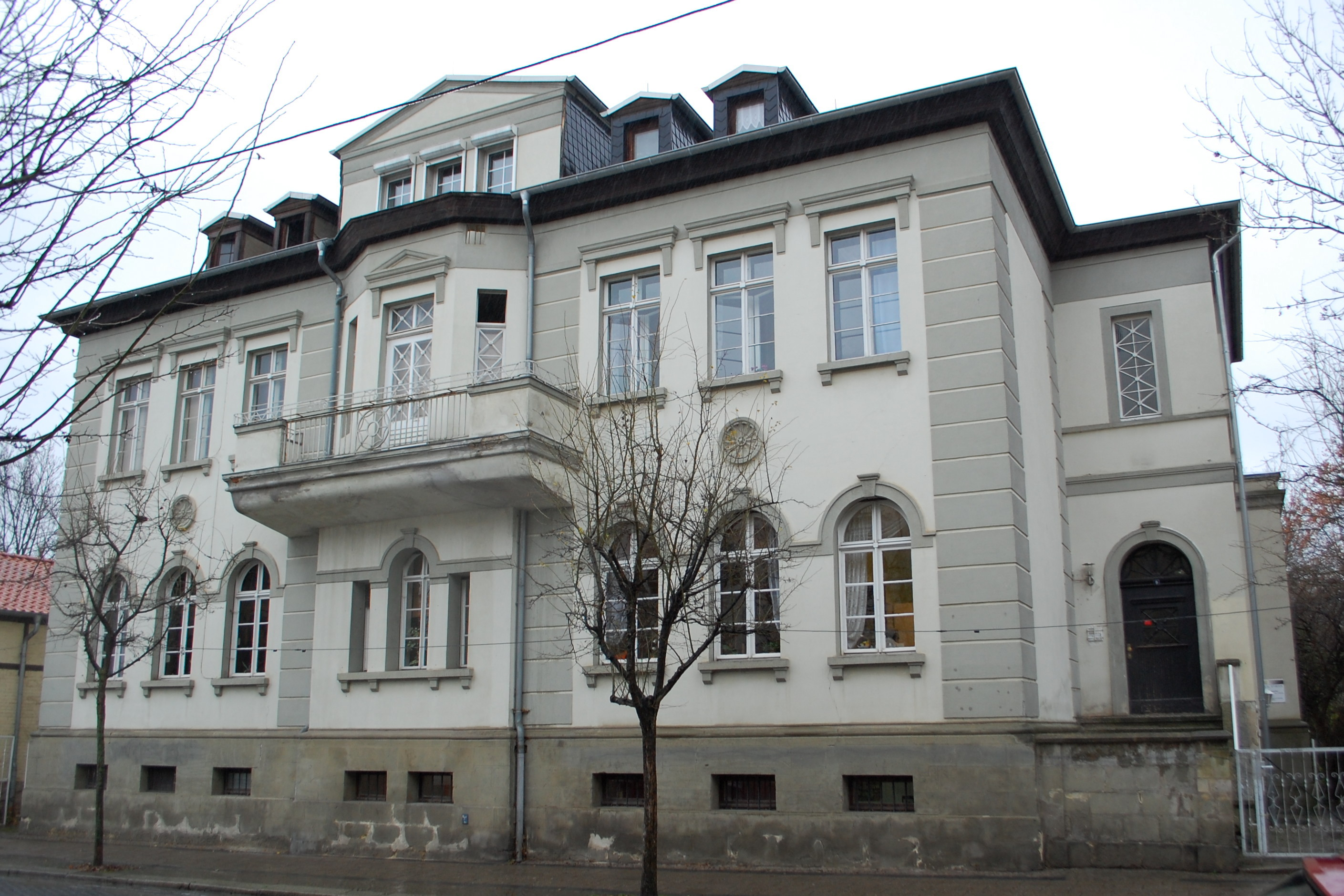
Haus Bahnhofstraße 9

Das Haus Bahnhofstraße 9 ist ein denkmalgeschütztes Gebäude in der Stadt Quedlinburg in Sachsen-Anhalt.

## Lage
Das Gebäude ist im Quedlinburger Denkmalverzeichnis als Wohnhaus eingetragen. Es befindet sich südöstlich der historischen Quedlinburger Altstadt.

## Architektur und Geschichte
Das Gebäude wurde im Jahr 1862 durch den Quedlinburger Baumeister Sieger für den Missionsinspektor Johann Christian Wallmann errichtet. Es war der erste Bau an der neu angelegten Bahnhofstraße. Zunächst war der Bau nur eingeschossig. 1914 erfolgte ein weitreichender Umbau durch den Maurermeister Hermann Baranke. Hierbei wurde das Haus um ein Geschoss erhöht und im Stil des Neoklassizismus gestaltet.